# 라 이포콘드리아카
《라 이포콘드리아카》(스페인어: La hipocondríaca)은 2013년 방영된 콜롬비아의 텔레노벨라이다.